# Mangonville
Mangonville ist eine französische Gemeinde mit 209 Einwohnern (Stand: 1. Januar 2022) im Département Meurthe-et-Moselle in der Region Grand Est (vor 2016 Lothringen). Sie gehört zum Arrondissement Nancy und zum Kanton Meine au Saintois.

## Geografie
Mangonville im Norden der Landschaft Saintois liegt etwa 25 Kilometer südsüdöstlich von Nancy am Canal des Vosges. Im Osten fließt die Mosel. 
Umgeben wird Mangonville von den Nachbargemeinden Roville-devant-Bayon im Norden, Virecourt im Nordosten und Osten, Bainville-aux-Miroirs im Süden, Leménil-Mitry im Westen sowie Laneuveville-devant-Bayon im Nordwesten.

## Bevölkerungsentwicklung
| Jahr                       | 1962 | 1968 | 1975 | 1982 | 1990 | 1999 | 2006 | 2019 |
| Einwohner                  | 215  | 224  | 205  | 236  | 231  | 229  | 234  | 218  |
| Quellen: Cassini und INSEE |      |      |      |      |      |      |      |      |

## Sehenswürdigkeiten
- Kirche La Nativité de la Vierge aus dem 19. Jahrhundert

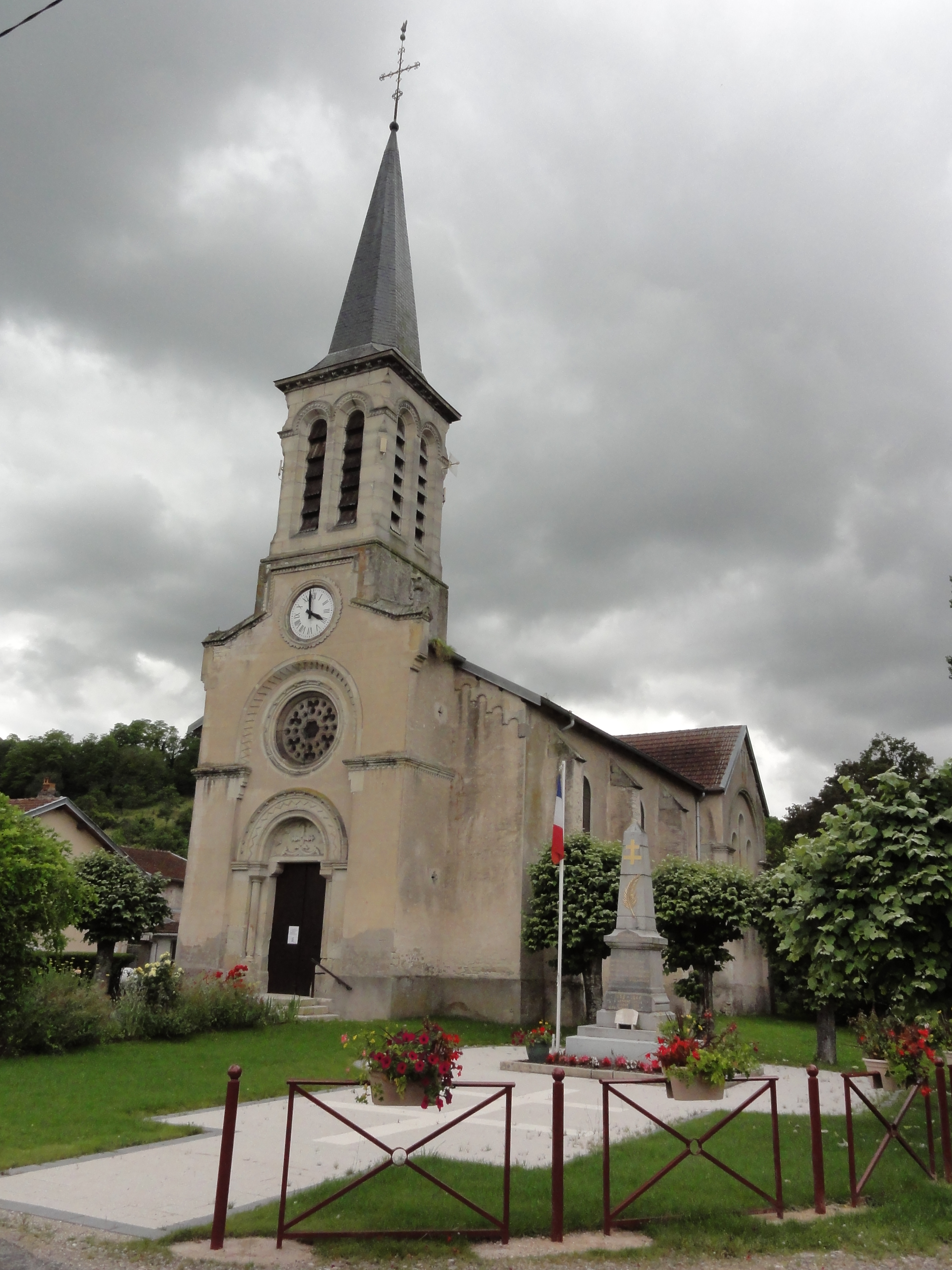
Kirche La Nativité de la Vierge